# Bademli Çayı
Bademli Çayı est une rivière turque coupée par le Barrage de Bademli. Elle se jette dans le lac Karataş dans la province de Burdur. L'émissaire du lac Karataş se jette dans l'Eren Çayı fleuve endoréique qui se jette dans le lac de Burdur.